# Fuga (torrente)
La Fuga (o Seriola Fuga) è un torrente della Lombardia che scorre nella provincia di Mantova, nell'Alto Mantovano.
Nasce presso la località Profondi di Castel Goffredo, in frazione Perosso e confluisce dopo 23 km circa nell'Oglio a Mosio di Acquanegra, dopo aver attraversato il territorio dei comuni di Casaloldo, Mariana e Redondesco.
La fauna ittica presente è costituita da lucci, carpe, vaironi e alborelle.
Questo fiume formava anticamente il baluardo difensivo di Castel Goffredo.

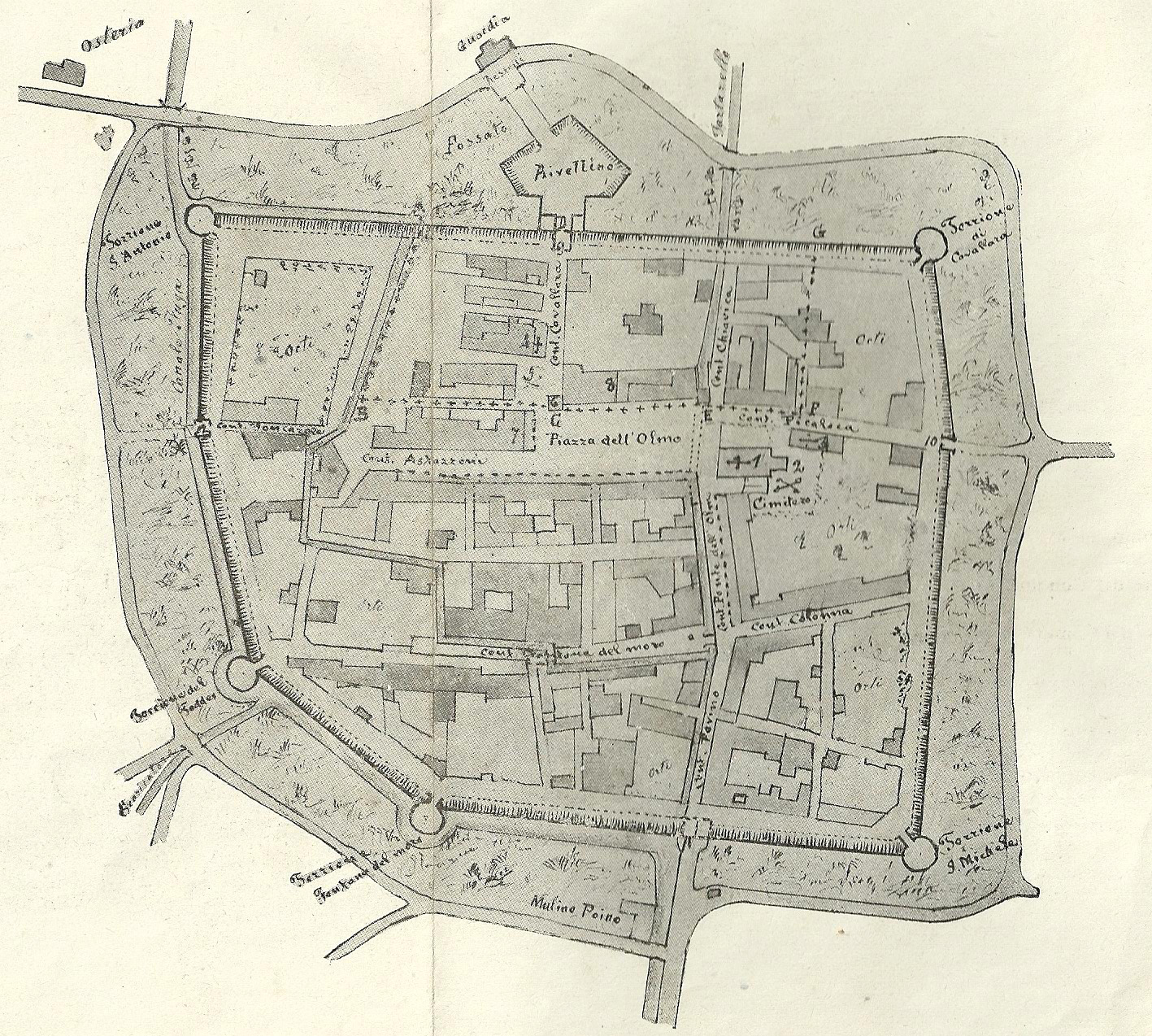
La città fortezza di Castel Goffredo all'inizio del Cinquecento

Nella zona sud-ovest di Castel Goffredo, ricca di risorgive, è possibile effettuare un percorso cicloturistico, in parte sterrato,  di circa 9 km.

## Galleria d'immagini

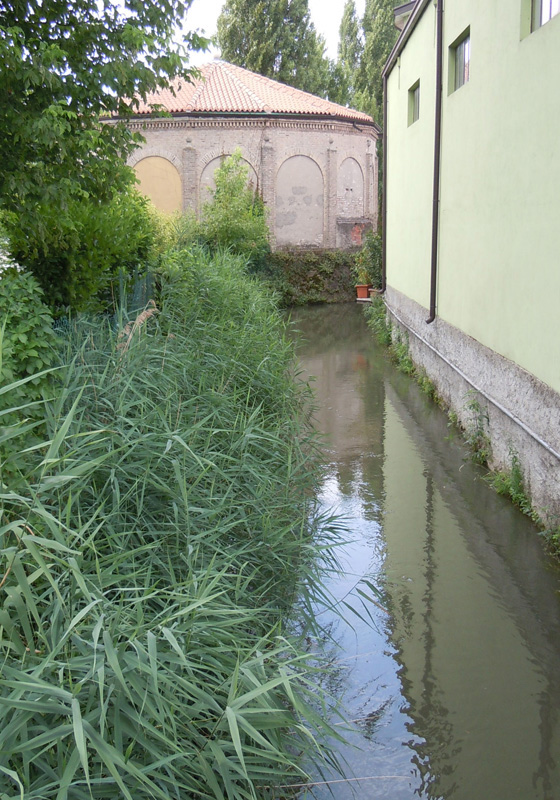
Castel Goffredo, ex Torrione di Sant'Antonio con fossato di difesa alimentato dal torrente Fuga
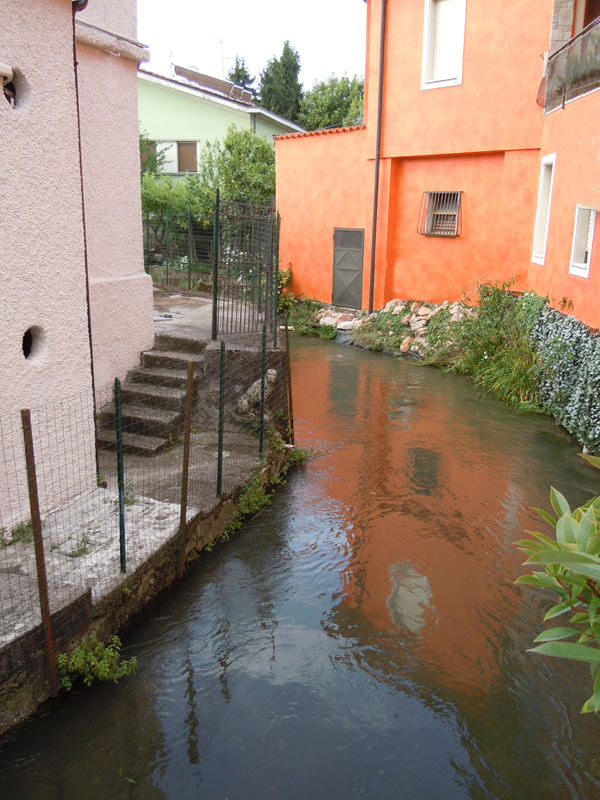
Castel Goffredo, Torrione dei Disciplini con fossato di difesa alimentato dal torrente Fuga
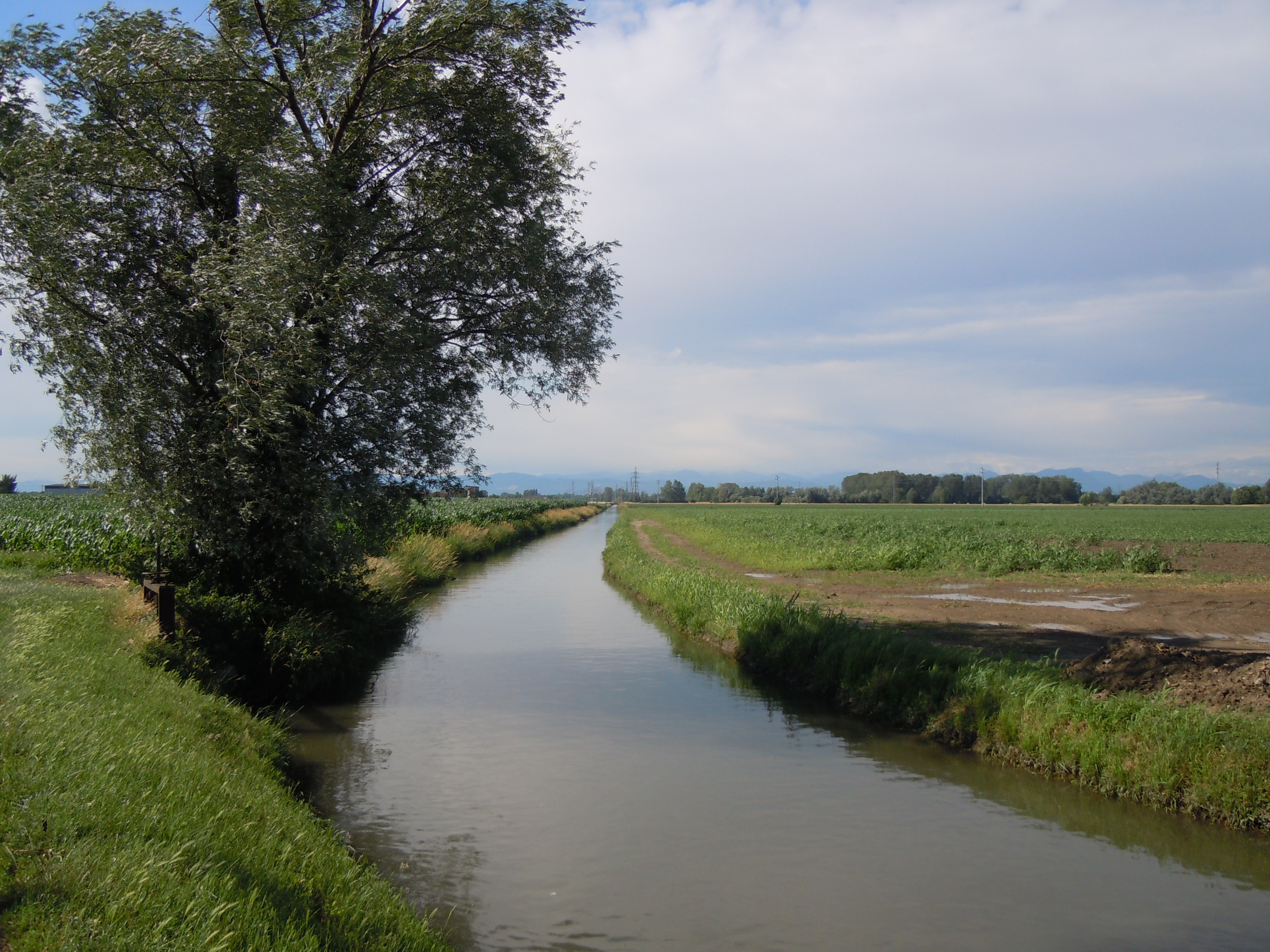
Torrente Fuga nei pressi di Casaloldo